# بورکهارد کوردس
بورکهارد کوردس (انگلیسی: Burkhard Cordes؛ زادهٔ ۱۵ مهٔ ۱۹۳۹) قایقران اهل برزیل است.